# Morris Elite SC
El Morris Elite SC es un equipo de fútbol de Estados Unidos que juega en la USL League Two, la cuarta división nacional.

## Historia
Fue fundado en el año 2016 en la ciudad de Union, New Jersey por el futbolista retirado Vincenzo Bernardo como uno de los equipos de expansión en la temporada 2021. Anteriormente formó parte de la USL Academy League.
En su primera temporada el club terminó en octavo lugar de su división y no clasificó a los playoffs.

## Temporadas
| Año  | División | Liga           | Temporada Regular | Playoffs     | U.S. Open Cup |
| ---- | -------- | -------------- | ----------------- | ------------ | ------------- |
| 2021 | 4        | USL League Two | 8.º, Metropolitan | No clasificó | No clasificó  |